# Lactuca crambifolia
Lactuca crambifolia là một loài thực vật có hoa trong họ Cúc. Loài này được (Bunge) Boiss. mô tả khoa học đầu tiên năm 1875.